# Club Baloncesto Canarias 2023-2024
Questa voce raccoglie le informazioni riguardanti il Club Baloncesto Canarias nelle competizioni ufficiali della stagione 2023-2024.

## Stagione
La stagione 2023-2024 del Club Baloncesto Canarias è la 20ª nel massimo campionato spagnolo di pallacanestro, la Liga ACB.

## Roster
Aggiornato al 16 aprile 2024.
| Lenovo Tenerife 2023-24 | Lenovo Tenerife 2023-24 |
| Giocatori               | Staff tecnico           |
| ----------------------- | ----------------------- |

| N. | Naz.                                       | Ruolo | Nome                     | Anno | Alt.   | Peso   |  |
| -- | ------------------------------------------ | ----- | ------------------------ | ---- | ------ | ------ |  |
| 00 | Spagna (bandiera)                          | AG    | Edgar Vicedo             | 1994 | 204 cm | 100 kg |  |
| 3  | Spagna (bandiera)                          | PG    | Jaime Fernández          | 1993 | 186 cm | 79 kg  |  |
| 6  | Uruguay (bandiera) · Italia (bandiera)     | P     | Bruno Fitipaldo          | 1991 | 183 cm | 85 kg  |  |
| 9  | Brasile (bandiera) · Italia (bandiera)     | P     | Marcelinho Huertas (C)   | 1983 | 191 cm | 85 kg  |  |
| 10 | Finlandia (bandiera)                       | G     | Sasu Salin               | 1991 | 190 cm | 86 kg  |  |
| 11 | Stati Uniti (bandiera)                     | G     | Kyle Guy                 | 1997 | 188 cm | 79 kg  |  |
| 12 | Senegal (bandiera) · Spagna (bandiera)     | C     | Ilimane Diop             | 1995 | 210 cm | 104 kg |  |
| 13 | Spagna (bandiera)                          | G     | Diego Fernández Trujillo | 2005 | 198 cm |        |  |
| 14 | Serbia (bandiera)                          | C     | Dušan Ristić             | 1995 | 213 cm | 112 kg |  |
| 14 | Serbia (bandiera)                          | AC    | Oliver Stević            | 1984 | 204 cm | 105 kg |  |
| 15 | Spagna (bandiera)                          | AP    | Joan Sastre              | 1991 | 201 cm | 82 kg  |  |
| 19 | Georgia (bandiera)                         | C     | Giorgi Shermadini        | 1989 | 217 cm | 120 kg |  |
| 21 | Stati Uniti (bandiera) · Spagna (bandiera) | AG    | Tim Abromaitis           | 1989 | 202 cm | 107 kg |  |
| 23 | Stati Uniti (bandiera)                     | AP    | Elgin Cook               | 1993 | 196 cm | 95 kg  |  |
| 25 | Spagna (bandiera)                          | G     | Álex López               | 1991 | 188 cm | 89 kg  |  |
| 35 | Spagna (bandiera)                          | C     | Fran Guerra              | 1992 | 214 cm | 113 kg |  |
| 42 | Canada (bandiera) · Paesi Bassi (bandiera) | AG    | Aaron Doornekamp         | 1985 | 201 cm | 96 kg  |  |
| 90 | Francia (bandiera) · Spagna (bandiera)     | A     | Louis Riga               | 2005 | 201 cm |        |  |
| -  | RD del Congo (bandiera)                    | C     | Christ Okito             | 2005 | 208 cm |        |  |
| -  | Mali (bandiera)                            | AC    | Mohamed Sangare          | 2007 | 199 cm |        |  |

| Allenatore                                                                                       |
| - Txus Vidorreta                                                                                 |
| Assistente/i                                                                                     |
| - Gonzalo García - Juan Gatti - Nacho Yáñez Legenda - (C) Capitano - (IN) Inattivo - Infortunato |

## Mercato

### Sessione estiva
| Acquisti | Acquisti              | Acquisti    | Acquisti      | Acquisti |
| R.a      | Nome                  | da          | Modalità      |          |
| -------- | --------------------- | ----------- | ------------- | -------- |
| G        | Álex López            | S.P. Burgos | svincolato    |          |
| AG       | Konstantin Kostadinov | Palencia    | fine prestito |          |
| AG       | Edgar Vicedo          | Obradoiro   | svincolato    |          |
| C        | Dušan Ristić          | Galatasaray | svincolato    |          |

| Cessioni | Cessioni              | Cessioni      | Cessioni       | Cessioni |
| R.       | Nome                  | a             | Modalità       |          |
| -------- | --------------------- | ------------- | -------------- | -------- |
| G        | Leandro Bolmaro       | Bayern Monaco | fine contratto |          |
| G        | Dakota Mathias        | Ulma          | fine contratto |          |
| AP       | Sergio Rodríguez      | Estudiantes   | fine contratto |          |
| AG       | Konstantin Kostadinov | Alicante      | prestito       |          |
| C        | Moussa Diagne         | Murcia        | fine contratto |          |

### Dopo l'inizio della stagione
| Acquisti | Acquisti      | Acquisti      | Acquisti        | Acquisti   |
| R.       | Nome          | da            | Data            | Modalità   |
| -------- | ------------- | ------------- | --------------- | ---------- |
| G        | Kyle Guy      | Panathīnaïkos | 1 gennaio 2024  | svincolato |
| C        | Ilimane Diop  | Ostenda       | 11 gennaio 2024 | svincolato |
| C        | Oliver Stević | Minorca       | 11 maggio 2025  | svincolato |

| Cessioni | Cessioni     | Cessioni    | Cessioni         | Cessioni |
| R.       | Nome         | a           | Data             | Modalità |
| -------- | ------------ | ----------- | ---------------- | -------- |
| C        | Dušan Ristić | S.P. Burgos | 27 febbraio 2024 | prestito |